# Alžběta II.
Alžběta II., celým jménem Alžběta Alexandra Marie (anglicky Elizabeth Alexandra Mary; 21. dubna 1926 Mayfair, Londýn – 8. září 2022 Balmoral, Skotsko) byla v letech 1952–2022 vládnoucí královna Spojeného království a dalších nezávislých států sdružených ve společenství Commonwealth realm. Byla také nejvyšší představitelkou anglikánské církve. V dubnu 2018 bylo na její přání rozhodnuto, že ji v čele Commonwealthu nahradí po její smrti syn Charles, princ z Walesu. I přes velký počet svých funkcí zasahovala královna do politiky v souladu s britským zvykovým právem jen výjimečně.
Britskou královnou se stala ve svých 25 letech po smrti svého otce Jiřího VI. dne 6. února 1952. V dlouhém období její vlády došlo k zániku Britského impéria (proces, který byl zahájen již za jejího otce) a následnému vzniku Commonwealthu. Poté, co britské kolonie získávaly nezávislost, se stala královnou několika nově osamostatněných zemí. Některé z nich později změnily svůj status na republiku. Na královském trůně strávila 70 let a 214 dní, což ji řadí na druhé místo mezi nejdéle vládnoucími panovníky po Ludvíku XIV.
Alžběta, pocházející z windsorské dynastie, se roku 1947 provdala za prince Philipa, pozdějšího vévodu z Edinburghu (1921–2021), se kterým měla čtyři děti. Zemřela 8. září 2022 na svém letním sídle, zámku Balmoral, ve Skotsku. Byla dvanáctinásobnou prababičkou.

## Životopis

### Mládí
Narodila se 21. dubna 1926 ve 2:40 greenwichského času jako nejstarší dcera prince Alberta (později krále Jiřího VI.) a jeho ženy Elizabeth. Na svět přišla císařským řezem. Pokřtěna byla v soukromé kapli Buckinghamského paláce yorským arcibiskupem Cosmem Gordonem Langem 29. května 1926 jako Alžběta (Elizabeth) po své matce, Alexandra po Alexandře Dánské, matce jejího dědečka krále Jiřího V., která zemřela šest měsíců před křtem, a Marie (Mary) po Marii z Tecku, babičce z otcovy strany.

Princezna Alžběta ve věku sedmi let, portrét od Philipa de László z roku 1933

Měla jediného sourozence, princeznu Margaret, která se narodila v roce 1930. Obě sestry byly vychovávány doma pod dohledem jejich matky a guvernantky Marion Crawfordové. Domácí výuka se soustředila na historii, jazyk, literaturu a hudbu.
Po narození byla třetí v pořadí nástupnictví na trůnu po svém strýci Eduardovi a svém otci. Tehdy se ale nezdálo pravděpodobné, že by mohla nastoupit na trůn, protože se předpokládalo, že se nástupcem krále Jiřího V. stane její strýc Eduard, který se ožení a bude mít potomky. Po smrti Alžbětina dědečka Jiřího V. se její strýc Eduard skutečně stal panovníkem jako král Eduard VIII., ale ještě tentýž rok kvůli neústupné snaze oženit se s dvakrát rozvedenou ženou (Wallis Simpsonovou) abdikoval a britským králem se tak roku 1936 stal jeho bratr a Alžbětin otec Jiří VI. Alžběta se tímto aktem dostala do postavení následnice trůnu. Pokud by její rodiče poté měli syna, stal by se na základě patrilineární primogenitury následníkem trůnu on, královský pár však již další děti neměl.
Aby se mohla princezna Alžběta stýkat s ostatními děvčaty svého věku, byla otevřena dívčí škola (založená na principu podobném skautskému hnutí) organizovaná Buckinghamským palácem. Zde se učila přednášet, plavat, tančit, jezdit na koni, vařit, starat se o děti a vyšívat. Královna se až do konce života zajímala o skautské hnutí a od roku 1952 byla patronkou Skautské asociace.
Jako dorůstající dívka kromě toho dostávala soukromou výuku o britských dějinách a ústavním právu. Jejím učitelem těchto předmětů byl Henry Marten, profesor na chlapecké internátní střední škole Eton College. Otázky anglikánského náboženství s ní osobně probíral arcibiskup canterburský. Učila se také moderní jazyky, takže mj. dokonale ovládala francouzštinu.
Alžběta zřejmě poprvé potkala svého budoucího manžela, Philipa, prince řeckého a dánského, v období mezi lety 1934 až 1937. Po setkání ve škole královského námořnictva v Dartmouthu v červnu 1939 se do něho zamilovala a začali si dopisovat. Philip byl její bratranec třetího stupně, měli společnou praprababičku královnu Viktorii.
Její matka, královna Elizabeth, zemřela v roce 2002 ve věku 101 let.

### Druhá světová válka

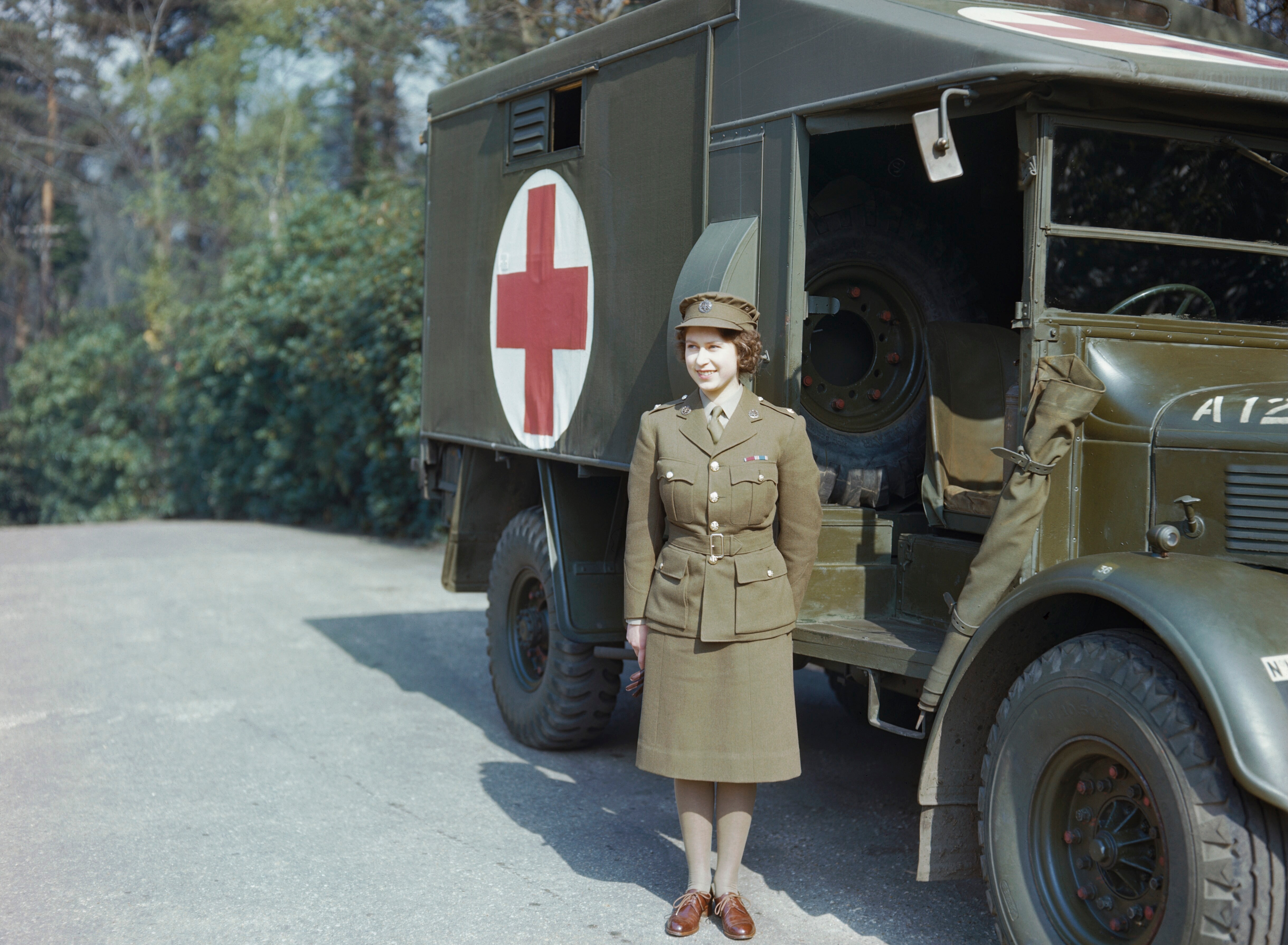
Alžběta ve vojenské uniformě jednotek ATS, duben 1945

Od září 1939, kdy vypukla druhá světová válka, až do Vánoc téhož roku pobývala se svou sestrou na zámku Balmoral ve Skotsku. Poté se přesunuly do Sandringham House v Norfolku a od května roku 1940 bydlely na Windsorském hradu. Existoval plán na evakuaci obou princezen spolu s jejich rodiči do Kanady. Tento plán nebyl nikdy realizován, neboť jak se vyjádřila jejich matka: „Mé děti nikdy neodcestují beze mě. Já nikdy neodejdu bez svého manžela krále. A král zemi neopustí.“
13. října 1940 souhlasil král s návrhem redaktora BBC Dereka McCullocha, aby jeho čtrnáctiletá dcera poprvé vystoupila v rozhlase. Z Windsorského hradu oslovila Alžběta britské děti během populárního programu BBC Children’s Hour, aby podpořila jejich naděje v době evakuace před nepřátelskými nálety. Od září 1939 bylo z Velké Británie evakuováno cca 13 tisíc dětí, které byly „vřele přijaty v Kanadě, Austrálii, Novém Zélandu, Jižní Africe a Spojených státech amerických“. Princezna řeč zakončila: „Všichni víme, že nakonec skončí vše dobře, protože Bůh se o nás postará a dá nám vítězství a mír. A až nastane mír, pamatujte, že bude na nás, na současných dětech, abychom svět zítřka udělali lepším a šťastnějším místem.“ Na závěr ještě dětem popřála dobrou noc tehdy desetiletá princezna Margaret.

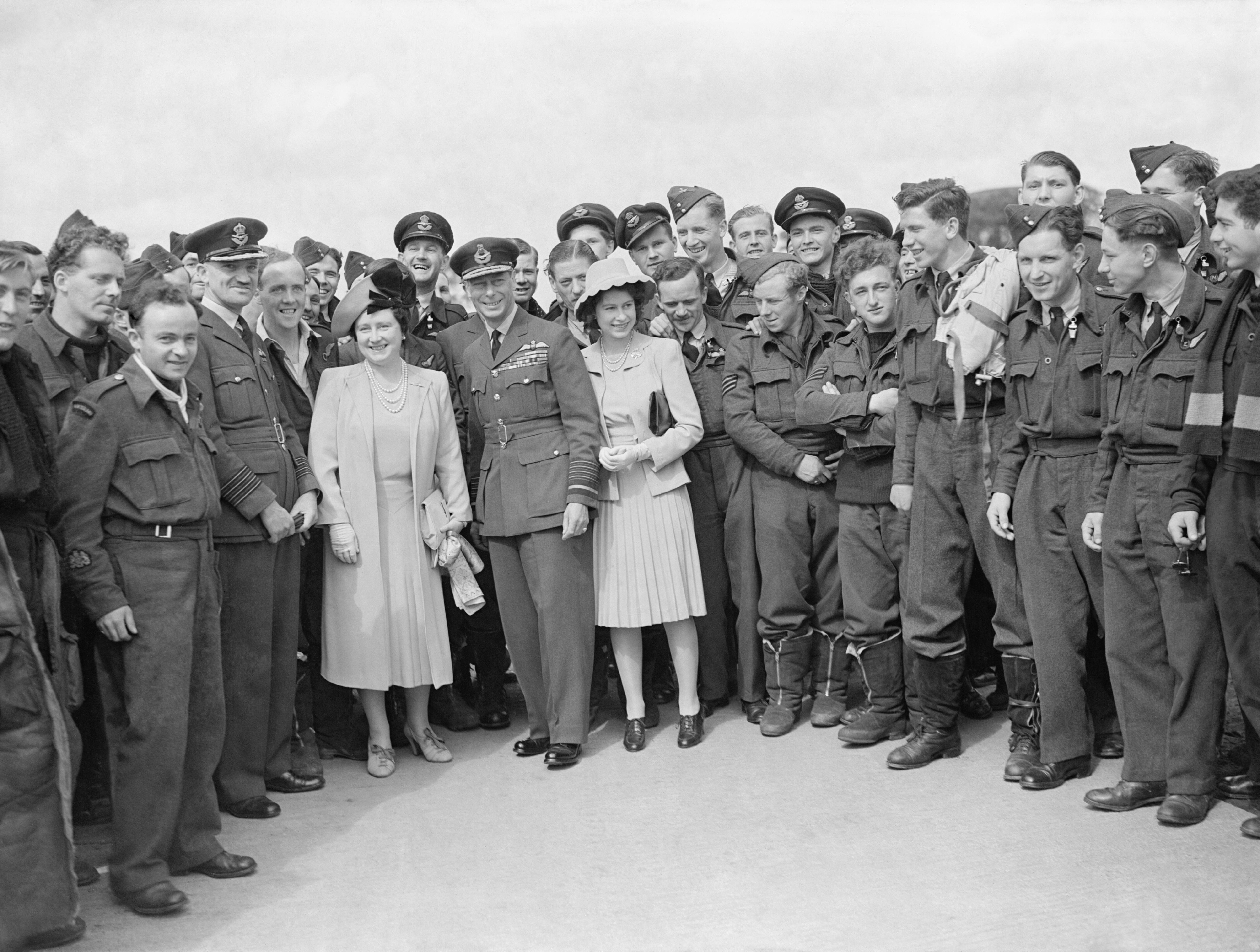
Princezna Alžběta a její rodiče s letci RAF během druhé světové války

Roku 1945 doprovázela své rodiče na cestě po Commonwealthu, na které pro ni byl připravován oddělený program, například slavnostní přehlídka kanadských pilotek. V únoru 1945 (v necelých 19 letech) se připojila k Ženskému pozemnímu pomocnému sboru (Auxiliary Territorial Service, ATS) jako nižší důstojnice Alžběta Windsorová. Cvičila se v řízení a údržbě vojenských nákladních vozidel a dosáhla funkce mladší velitelky.
Na konci války při oslavách míru 8. května 1945 se princezna Alžběta a její sestra princezna Margaret anonymně připojily k oslavujícím davům v ulicích Londýna.
V roce 1947 se princezna Alžběta vydala na svou první zámořskou cestu, kdy doprovázela své rodiče na cestě po Jižní Africe. Na své 21. narozeniny ve vysílání pro tehdejší Britské společenství národů dala svůj slib zemi a královské rodině: „Vyznávám před vámi všemi, že celý svůj život, ať už bude dlouhý, nebo krátký, bude věnován službě Vám a naší velké královské rodině, ke které všichni patříme.“

### Manželství

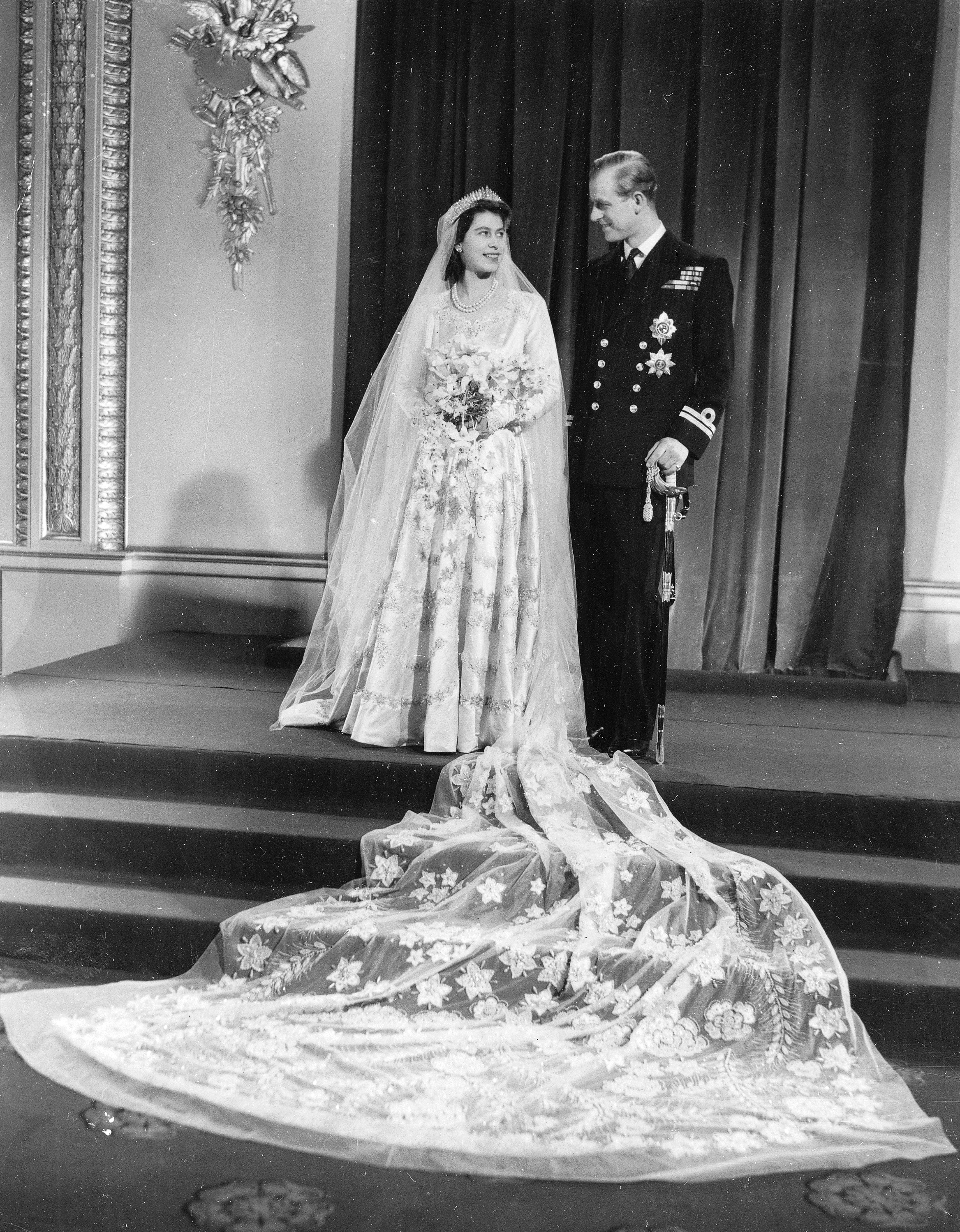
Princezna Alžběta a vévoda z Edinburghu na jejich svatbě, 1947

Zasnoubení princezny Alžběty a prince Philipa bylo oznámeno 9. července 1947, když bylo Alžbětě 21 let, a bylo předmětem různých kontroverzí. Philip nebyl finančně zajištěný, byl narozen v zahraničí (i když jako britský občan sloužil během Druhé světové války v Královském námořnictvu) a jedna z jeho sester se provdala za německého šlechtice napojeného na nacisty. Před svatbou se vzdal svých dánských a řeckých titulů a oficiálně přestoupil z řecké pravoslavné k anglikánské církvi a začal vystupovat jako plukovník Philip Mountbatten pod poangličtěným příjmením rodiny své matky (původně Battenberg).
Korunní princezna Alžběta se dne 20. listopadu 1947 provdala za svého vzdáleného příbuzného, prapravnuka královny Viktorie, prince Philipa. Krátce po svatbě obdržel její manžel hodnost královského prince a vévody z Edinburghu. Země Commonwealthu se ještě úplně nevzpamatovaly ze zpustošení válkou, stále ještě byl uplatňován přídělový systém a Alžběta musela ušetřit z přídělových kupónů na látku na své svatební šaty. Nicméně sňatek byl chápán jako první záblesk obnovy země. Alžběta a Philip obdrželi z celého světa asi 2500 svatebních darů.
První potomek, syn Charles, se narodil 14. listopadu 1948. O měsíc dříve vydal král Jiří VI. patent, který umožnil jejím dětem používat titul královský princ a královská princezna, které by normálně nemohly používat, protože jejich otec nebyl královský princ. Druhé dítě, dcera Anna, se narodilo 15. srpna 1950, třetí, syn Andrew, se narodil 19. února 1960 a poslední Edward se narodil 10. března 1964.
Po svatbě si pár pronajal dům Windlesham Moor a od 4. července 1949 bydlel v Clarence House. V letech 1949 až 1951 trávil Philip určitá období na Maltě, kde sloužil jako námořní důstojník, Alžběta tam s ním často pobývala. Žili v domě Philipova strýce lorda Mountbattena, zatímco děti zůstávaly v Británii.

## Panovnice

### Nástup na trůn

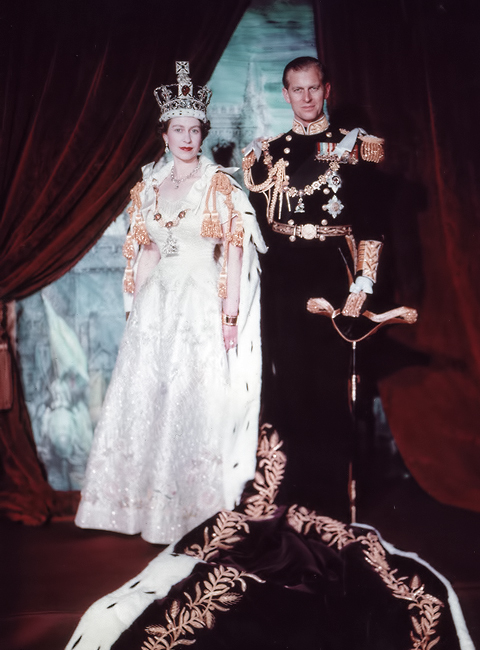
Královna Alžběta II. s manželem krátce po korunovaci

Zdraví krále Jiřího VI. se roku 1951 zhoršilo a Alžběta ho často zastupovala na společenských událostech. V říjnu cestovala do Kanady a navštívila i prezidenta Spojených států Harryho Trumana. Na počátku roku 1952 vyrazila se svým manželem na cestu do Austrálie a na Nový Zéland s plánovanou zastávkou v Keni. Tam ji 6. února zastihla zpráva o úmrtí jejího otce. Alžběta byla v různých zemích Commonwealthu prohlášena královnou. Manželský pár přerušil svou cestu a vrátil se zpět do Spojeného království.
Navzdory úmrtí královniny babičky Marie dne 24. března 1953 se, v souladu s Mariiným přáním, konala 2. června korunovace ve Westminsterském opatství. Televizní přenos z korunovace sledovalo přibližně 20 miliónů obyvatel Velké Británie a dalších asi 12 miliónů naslouchalo prostřednictvím rozhlasu.

Britské kolonie a dominia v roce 1952

### Vývoj v Commonwealthu
Během Alžbětina dospívání probíhala transformace Britského impéria do nového Commonwealthu a jeho moderní formy společenství národů. V době, kdy nastoupila na trůn, byla transformace ukončena a Alžběta se ocitla v konsolidované pozici formální hlavy mnoha samostatných států. V letech 1953 až 1954 podnikla královna se svým manželem šestiměsíční cestu po Austrálii a Novém Zélandu. Byla prvním panovníkem těchto států, který je navštívil. Odhaduje se, že ji při této její návštěvě viděly asi tři čtvrtiny tehdejších obyvatel Austrálie.

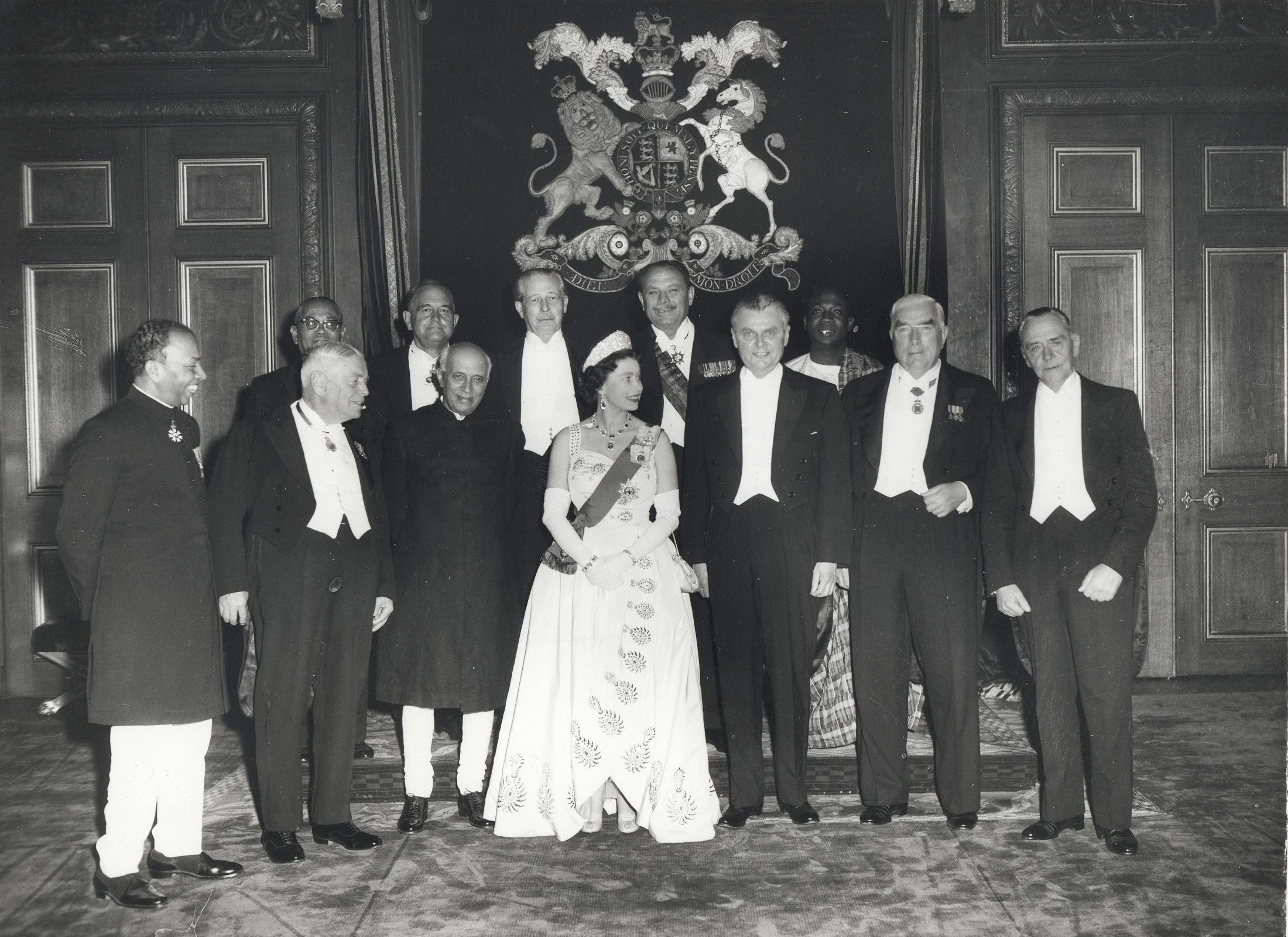
Alžběta II. s vůdci Commonwealthu na konferenci v roce 1960

Nespokojenost Keňanů s britskou nadvládou přerostla v letech 1952 až 1960 k povstání Mau Mau proti britské koloniální správě, které Britové brutálně potlačili. Britským premiérem byl tehdy Winston Churchill. Tisíce Afričanů zemřely a statisíce Kikujů byly internovány v koncentračních táborech.
V říjnu 1956 došlo k Suezské krizi, kdy se Británie, Francie a Izrael neúspěšně pokusily získat kontrolu nad Suezským průplavem. O dva měsíce později britský premiér Anthony Eden rezignoval. V konzervativní straně neexistoval mechanismus pro volbu nového předsedy strany a tak bylo na Alžbětě, aby vybrala člena konzervativců, který by sestavil novou vládu. Po konzultacích s důležitými členy strany byl pověřen sestavením nové vlády Harold Macmillan. Po šesti letech Macmillan odstoupil a doporučil královně za svého nástupce Aleca Douglase-Homea. V obou případech musela Alžběta čelit výtkám, že jmenovala předsedu vlády po konzultaci s pouze malou skupinou lidí. Teprve roku 1965 přijala konzervativní strana vnitrostranický mechanismus volby svého nového předsedy.
Právě zmiňovaná Suezská krize a jmenování Edenova nástupce roku 1957 vedly k první osobní kritice Alžběty. John Grigg, baron z Altrinchamu, uveřejnil ve svém vlastním časopise kritické články, byl však veřejností odsouzen.

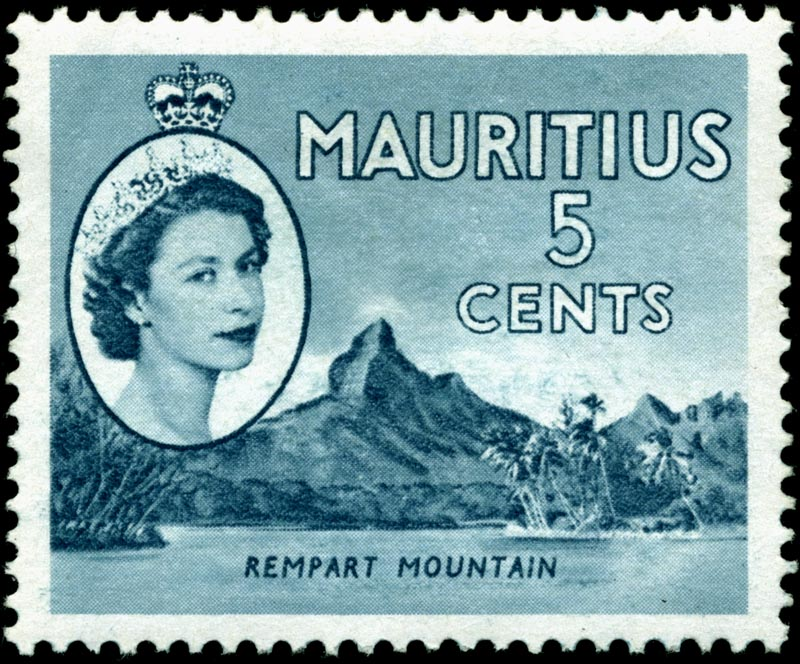
Poštovní známka z Mauricia

V roce 1957 Alžběta absolvovala státní návštěvu Spojených států. Při této příležitosti navštívila též sídlo OSN v New Yorku a pronesla projev před jeho Valným shromážděním. V témže roce zahájila také jednání kanadského parlamentu, jako první kanadský panovník, který tak učinil. O dva roky později navštívila Kanadu a Spojené státy americké znovu. Roku 1961 procestovala Kypr, Indii, Pákistán, Nepál a Írán. Když v témže roce navštívila Ghanu, odmítla obavy o vlastní bezpečnost, i když její hostitel, prezident Kwame Nkrumah, byl nedlouho předtím terčem atentátníků.
Jediné případy, kdy formálně nezahájila jednání britského parlamentu, byly odůvodněny jejím těhotenstvím v letech 1959 a 1963. V té době zahájením jednání pověřila lorda kancléře. Roku 1961 slavnostně zahájila provoz transatlantického telefonického spojení rozhovorem s kanadským premiérem Johnem Difenbakerem.

### Urychlování dekolonizace

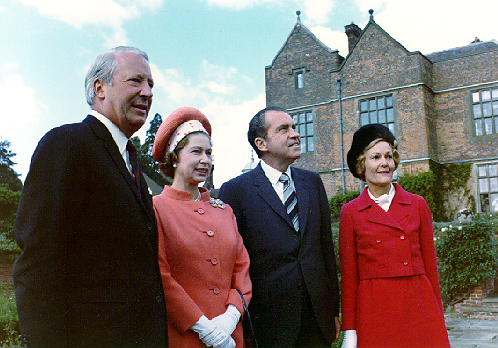
Zleva britský premiér Edward Heath, královna Alžběta II., americký prezident Richard Nixon a jeho manželka. Fotografie pochází z návštěvy amerického prezidenta ve Velké Británii v roce 1970

60. a 70. léta 20. století byla ve znamení zrychlující se dekolonizace Afriky a Karibiku. Během tohoto období přes 20 zemí získalo nezávislost na Británii v rámci vzájemných dohod, následovaných plánovanými přechody k vlastním samosprávám. Roku 1965 ovšem rhodeský premiér Ian Smith vyhlásil nezávislost na Velké Británii jednostranně. I když královna jeho deklaraci odmítla a mezinárodní společenství uplatnilo sankce, udržel se Smithův režim dalších dvanáct let.
Výsledky voleb v únoru 1974 byly nerozhodné a znamenaly, že by původní premiér Edward Heath mohl zůstat v úřadu, pokud by byl schopen sestavit koalici s Liberální stranou. Než aby rezignoval, zvolil Heath tuto možnost a odstoupil až poté, co neuspěl se sestavením koaliční vlády. Královna pak pověřila vytvořením vlády opozičního vůdce Harolda Wilsona.
Během australské ústavní krize roku 1975 odvolal britský generální guvernér John Kerr z funkce australského premiéra Gougha Whitlama, který nebyl schopen získat podporu pro své rozpočtové návrhy v opozicí kontrolovaném australském Senátu. Jelikož Whitlam měl většinu ve Sněmovně reprezentantů, mluvčí Sněmovny požádal královnu, aby Kerrovo rozhodnutí zvrátila. Ta to odmítla s tím, že nebude zasahovat do kompetencí, které australská ústava vyhrazuje generálnímu guvernérovi. Krize výrazně zvedla popularitu australských republikánů.

### Stříbrné jubileum
Roku 1977 oslavila stříbrné jubileum svého nástupu na trůn. Oslavy se konaly v mnoha zemích Commonwealthu a zahrnovaly bohoslužby díkuvzdání v katedrále svatého Pavla za účasti hodnostářů a vedoucích představitelů mnoha států. Oslavy vyvrcholily velkou slavností v červnu. Na počest této události byla pojmenována i trasa Jubilee Line metra v Londýně (otevřená roku 1979).
V roce 1978 přijala jako státní návštěvu rumunského komunistického diktátora Nicolae Ceaușesca s manželkou, i když soukromě si myslela že mají „krev na rukou“. Rok 1979 jí přinesl dvě těžké rány. Bývalý správce jejich obrazových sbírek Anthony Blunt byl odhalen jako komunistický špion a Prozatímní irská republikánská armáda zavraždila jejího vzdáleného příbuzného, strýce jejího manžela Philipa, lorda Mountbattena.
Podle Paula Martina se královna v 70. letech 20. století obávala, že kanadský premiér Pierre Trudeau nemá valné mínění o královském majestátu. Příčinou bylo jeho chování v Buckinghamském paláci a odstranění některých kanadských královských symbolů v době jeho úřadování. Martin byl spolu s jinými vyslán do Británie, aby projednali změny kanadské ústavy. Královna se velmi zajímala o tuto ústavní debatu a byla informována lépe než někteří kanadští politici. Výsledkem bylo omezení vlivu britského parlamentu v Kanadě, ale vliv monarchie zůstal zachován.

### 80. léta

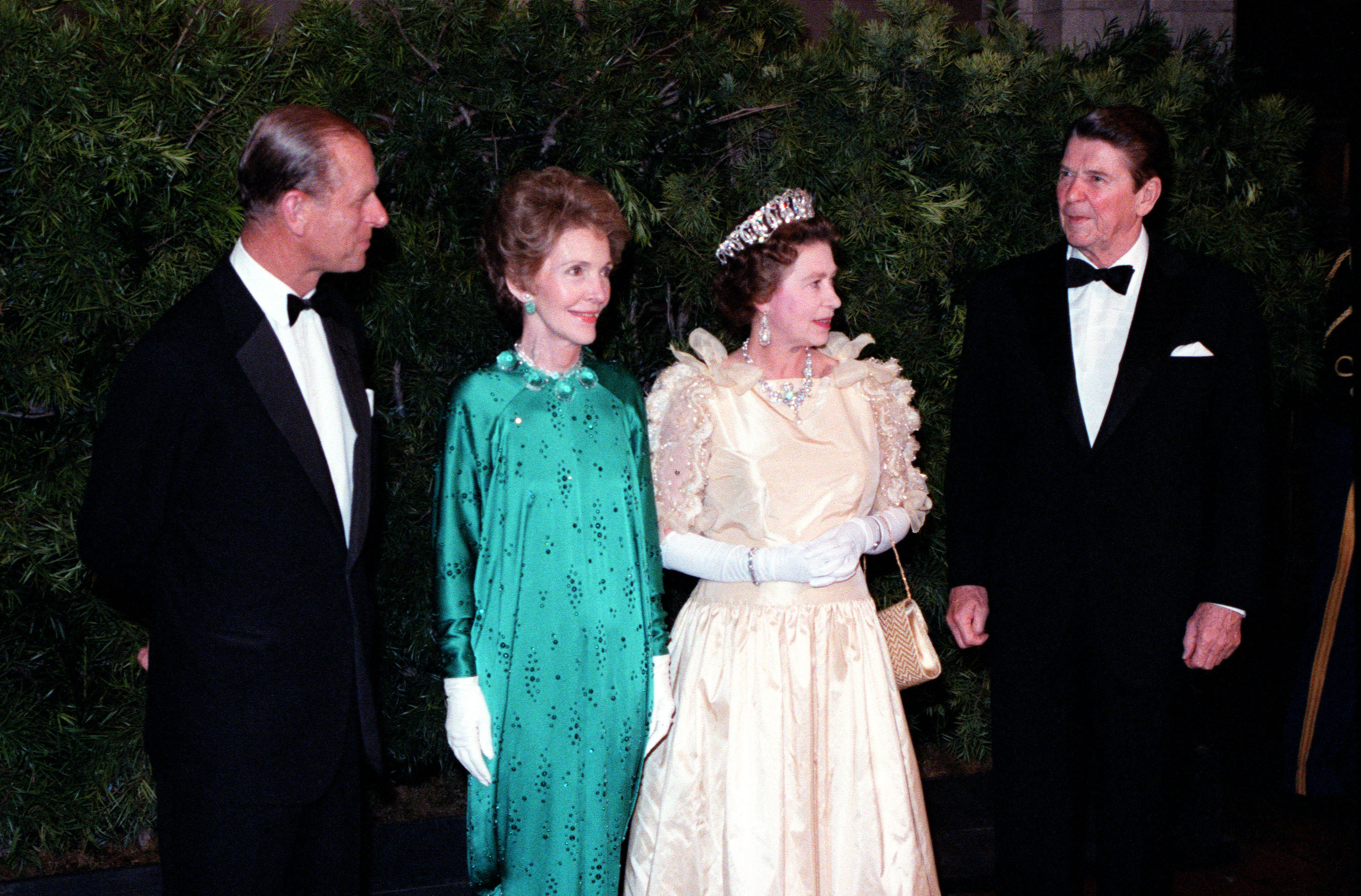
Královský pár s Reaganovými

Její odvaha, stejně jako její jezdecké schopnosti se projevily roku 1981 při slavnostním střídání stráží. Při jízdě po ulici Mall na ni bylo vypáleno šest střel, ale ona svého koně zvládla a pokračovala v jízdě. Následující rok se královna ocitla v jiné riskantní situaci, když se probudila ve své ložnici v Buckinghamském paláci a spatřila cizího muže. Královna zůstala klidná a asi deset minut do příjezdu policie s mužem mluvila.
I když roku 1982 hostila prezidenta Spojených států Ronalda Reagana na Windsorském hradu a následující rok navštívila jeho ranč v Kalifornii, byla rozzlobena, když jeho administrativa nařídila invazi na Grenadu, jedno z britských dominií.

Královna Alžběta II. a prezident USA Ronald Reagan na koních u zámku Windsor, červen 1982

V době, kdy byla britskou premiérkou Margaret Thatcherová, bylo uváděno, že se královna obávala její ekonomické politiky, která podle ní rozdělovala společnost, a byla znepokojena vysokou mírou nezaměstnanosti, řadou nepokojů, násilím při stávkách horníků a neochotou Thatcherové uplatnit sankce proti režimu v Jihoafrické republice, uplatňujícímu politiku apartheidu. Vztahy obou žen byly občas popisovány jako upřímný odpor. Navzdory těmto spekulacím označila Thatcherová Alžbětu za úžasnou ženu, která vždy ví, co říci, což se zřejmě vztahovalo k jejímu poslednímu setkání s královnou ve funkci premiérky. Poté, co Margaret Thatcherová odešla z politiky, udělila jí královna řád za zásluhy a Podvazkový řád a oba se i s princem Philipem účastnili oslav 80. narozenin Margarety Thatcherové.
Roku 1991 se stala prvním britským panovníkem, který pronesl projev před Kongresem Spojených států amerických. Následující rok se pokusila zabránit rozpadu manželství svého syna Charlese s jeho ženou Dianou. Její snaha nebyla úspěšná a dvojice se formálně rozešla.

### 90. léta

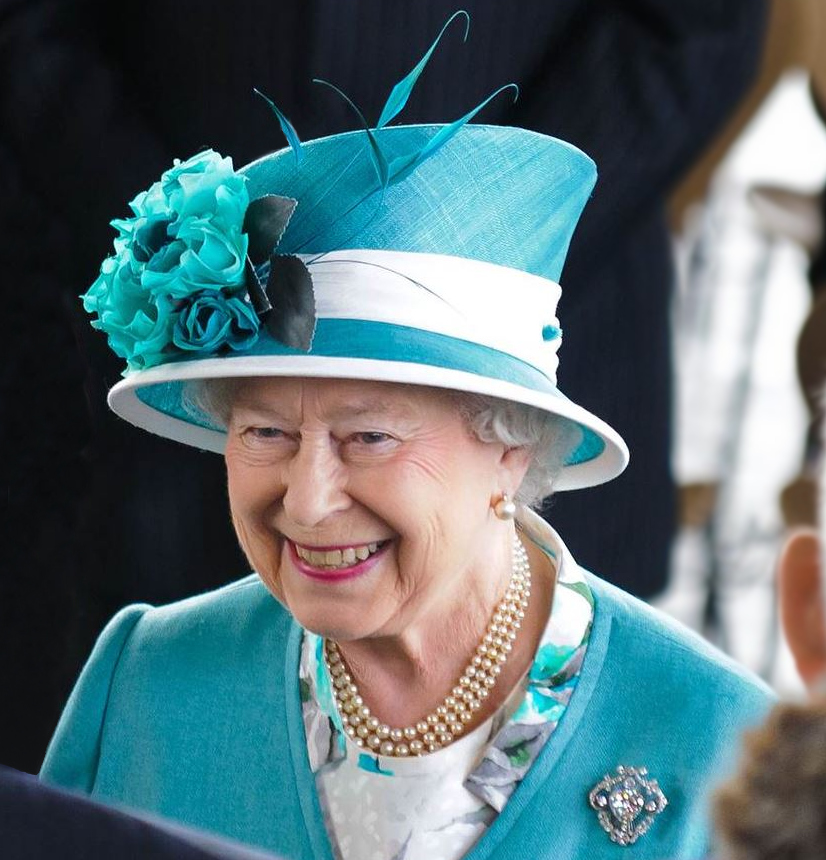
Královna při zahájení velšského parlamentu v Cardiffu, Wales; 2011

Královna Alžběta II. nazvala ve svém projevu z 24. listopadu 1992 onen rok „příšerným“ (annus horribilis). V tom roce se rozvedla její dcera, jeden ze synů se formálně rozešel se svou manželkou a manželství druhého syna procházelo krizí. Windsorský hrad byl poničen požárem a monarchie byla vystavována narůstající kritice a veřejnému přetřásání jejích potíží. V neobvykle osobním projevu připustila královna, že každá instituce musí počítat s kritikou, ale přála si, aby „tak bylo činěno s větším taktem, porozuměním a humorem“.

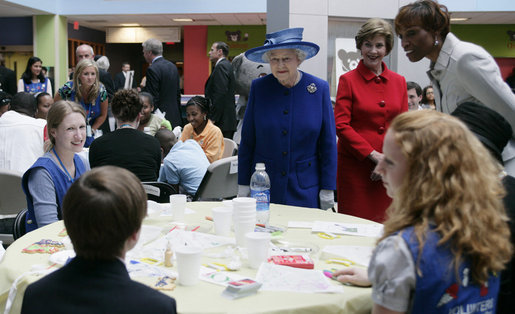
Alžběta a Laura Bushová v dětském zdravotním centru

V následujících letech pokračovalo veřejné propírání manželství jejího syna (a následníka trůnu) Charlese a princezny Diany roz. Spencerové. Po konzultaci s premiérem Johnem Majorem, arcibiskupem canterburským, svým soukromým tajemníkem a svým manželem napsala Charlesovi a Dianě dopis, ve kterém označila jejich rozvod za žádoucí. Rok poté zemřela Diana při autonehodě v Paříži. V té době byla královna se svými vnuky na zámku Balmoral. Dianini synové chtěli navštívit bohoslužby, proto je oba prarodiče doprovázeli. Královně a vévodovi z Edinburghu, jejímu manželovi, se podařilo pět dní držet oba Dianiny syny na Balmoralu mimo pozornost tisku a veřejnosti. Odtažitost královny a prince Philippa však způsobila pohoršení veřejnosti. Pod nátlakem premiéra Tonyho Blaira, svých přátel a členů královské rodiny nakonec souhlasila královna Alžběta s veřejným vystoupením. V něm vyjádřila Dianě svůj obdiv jako matce svých vnuků, princů Williama a Harryho. Po tomto vystoupení se nálada veřejnosti změnila ze znepokojení v respekt.
Zpočátku se zdálo, že vztahy královny a Tonyho Blaira byly v prvním období v letech 1997 až 2002 velmi dobré, nicméně některé skutečnosti naznačují, že byly spíše napjaté. V květnu 2007 bylo odhaleno, že Alžběta se cítila „podrážděná a frustrovaná“ Blairovými aktivitami. Královna nabyla dojmu, že je premiér příliš spjat s venkovským prostředím, ze kterého pocházel, a byla popuzena tím, že jí nabízel, aby ho oslovovala Tony. Uvádí se, že byla také znepokojena neúspěchy britské armády, zvláště v Iráku a Afghánistánu, a stejně tak byla překvapena přesunutím pravidelných schůzek s premiérem z úterý na čtvrtek odpoledne. Zdá se, že Tonymu Blairovi tuto nespokojenost dala najevo, nikdy se však veřejně nevyjádřila k situaci v Iráku. Královna Alžběta nicméně oceňovala Blairův úspěch v dosažení míru v Severním Irsku.

### Zlaté jubileum

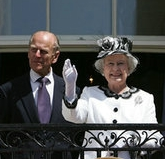
Alžběta II. s manželem v roce 2007

Roku 2002 oslavila zlaté jubileum svého nástupu na trůn. Absolvovala rozsáhlou cestu po svých dominiích. Cesta začala v únoru na Jamajce, kde královna označila uvítací oslavu za pozoruhodnou, a to poté, co výpadek elektrického proudu ponořil oficiální guvernérovu rezidenci do tmy. I když probíhaly veřejné oslavy tohoto výročí, byly skromnější než u předchozího (stříbrného) jubilea, a to i z důvodu úmrtí královniny matky a sestry na počátku roku. Podobně jako v roce 1977 obdržela královna mnoho darů a na počest tohoto výročí byly pojmenovány některé památníky.
Roku 2005 se stala prvním monarchou, který pronesl projev před zákonodárným shromážděním kanadské provincie Alberta. Alžběta a její manžel oslavili 60. výročí své svatby roku 2007 zvláštní bohoslužbou ve Westminsterském opatství, soukromou večeří pořádanou jejich synem Charlesem a večírkem, na který byli pozvaní i ostatní členové královské rodiny a také předchozí a tehdejší britský premiér.

### Diamantové jubileum
Diamantové jubileum, tedy 60 let od nástupu na trůn, oslavila královna Alžběta II. v roce 2012. V poselství proneseném u příležitosti jubilea pronesla: „V tomto speciálním roce se znovu zasvěcuji službě Vám všem. Doufám, že si všichni připomeneme sílu sounáležitosti a spojující sílu rodiny, přátelství a dobrého sousedství ... Také doufám, že tento jubilejní rok bude časem k vyjádření díků za velký pokrok dosažený od roku 1952 a časem, kdy s jasnou hlavou a otevřeným srdcem pohlédneme do budoucnosti.“

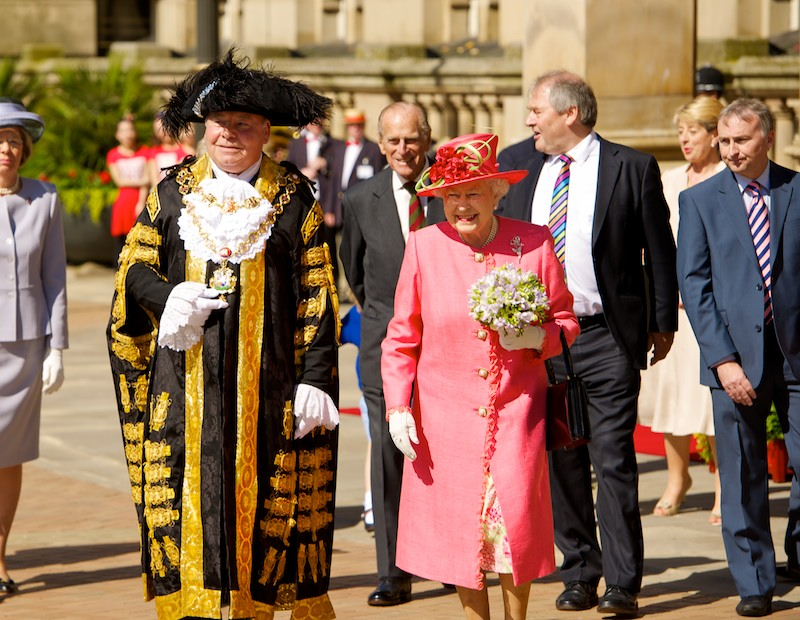
Alžběta II. v Birminghamu během oslav diamantového jubilea vlády

Již v roce 1976 oficiálně otevřela XXI. letní olympijské hry v kanadském Montréalu a nechyběla ani u zahájení XXX. letních olympijských her 2012 v Londýně. Stala se tak první hlavou státu, která oficiálně zahájila dvoje olympijské hry ve dvou různých státech. Na zahájení londýnské olympiády ztvárnila sama sebe v krátkém filmu po boku Daniela Craiga jakožto Jamese Bonda. Za toto vystoupení obdržela čestnou cenu BAFTA za „patronaci nad britským filmovým průmyslem“.
Jako první britský panovník od roku 1781 a doby Jiřího III. se 18. prosince 2012 zúčastnila zasedání britské vlády. Dne 3. března 2013 byla přijata do nemocnice s příznaky gastroenteritidy. Následujícího dne byla propuštěna do domácího ošetření. Kvůli pokročilému věku a obtížnému cestování se v roce 2013 poprvé od roku 1973 nezúčastnila pravidelného bienálního setkání hlav Commonwealthu, které se konalo na Srí Lance.
Dne 16. září 2017 byla v londýnském deníku The Times uveřejněna zpráva o odvolání královnina privátního sekretáře sira Christophera Geidta v červenci minulého roku. Stalo se tak poté, co princ z Walesu a jeho bratr Andrew, vévoda z Yorku v této záležitosti navštívili královnu a na privátního sekretáře si stěžovali. Podle listu se princ Charles a jeho spolupracovníci v Clarence House (princovo sídlo) snaží více uplatňovat vliv na proces postupného přechodu moci od královny na korunního prince.
Alžběta a princ Charles figurují na seznamu Paradise Papers, které byly zveřejněny v listopadu 2017 a které odhalují tajné investice bohatých lidí a jejich daňové úniky do daňových rájů. Její syn Andrew je zapleten do sexuální aféry pedofilního miliardáře Jeffreyho Epsteina.

### Pandemie covidu-19

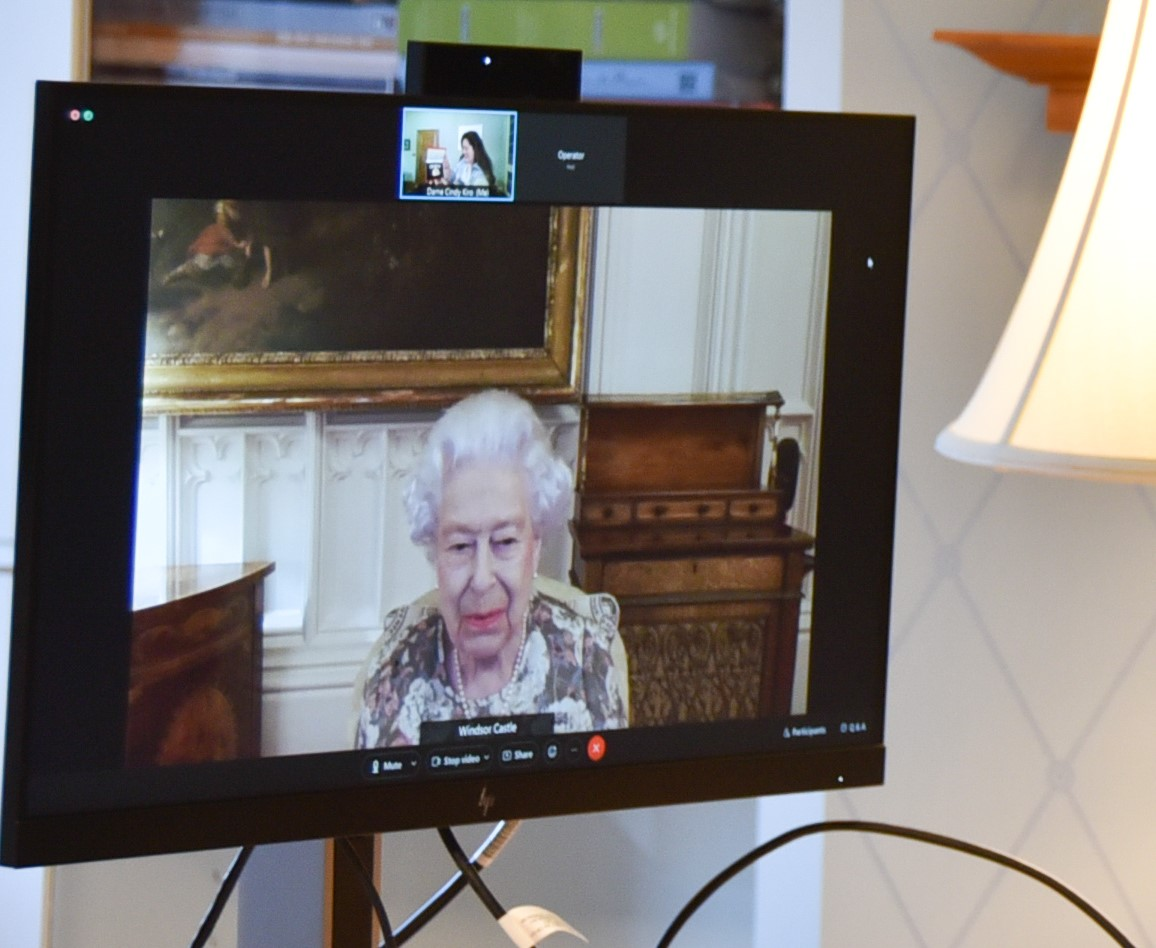
Na virtuálním setkání s Cindy Kiro během pandemie covidu-19 (říjen 2021)

Dne 19. března 2020, kdy pandemie covidu-19 zasáhla Spojené království, se královna přestěhovala na hrad Windsor a preventivně se zde usídlila. Veřejné akce byly zrušeny a na hradě Windsor byl dodržován přísný hygienický protokol přezdívaný „HMS Bubble". Dne 5. dubna 2020 v televizním přenosu, který ve Spojeném království sledovalo odhadem 24 milionů diváků, požádala lidi, aby se „utěšili, že i když toho možná ještě musíme vydržet víc, vrátí se lepší dny: budeme opět se svými přáteli; budeme opět se svými rodinami; znovu se setkáme.“ Dne 8. května, v den 75. výročí Dne vítězství, v televizním přenosu ve 21:00 (přesně v čase, kdy v roce 1945 ve stejný den vysílal k národu její otec Jiří VI.) požádala lidi, aby se „nikdy nevzdávali a nikdy nezoufali.“ V říjnu navštívila britskou Laboratoř obranné vědy a techniky ve Wiltshire, což bylo její první veřejné angažmá od začátku pandemie. Dne 4. listopadu se poprvé objevila na veřejnosti v roušce během soukromé pouti k Hrobu neznámého vojáka ve Westminsterském opatství u příležitosti stého výročí jeho pohřbení. V lednu 2021 se nechala poprvé a v dubnu podruhé očkovat proti covidu-19.
Princ Philip zemřel 9. dubna 2021 po 73 letech manželství, čímž se Alžběta stala prvním britským panovníkem, který vládl jako vdova nebo vdovec od dob královny Viktorie. Údajně byla u manželovy postele, když zemřel, a v soukromí poznamenala, že jeho smrt „v ní zanechala obrovské prázdno". Kvůli omezením souvisejícím s pandemií covidu-19, která v té době v Anglii platila, seděla královna na Filipově pohřebním obřadu sama, což vyvolalo soucit lidí z celého světa. Ve vánočním projevu v prosinci 2021 vzdala osobně hold svému „milovanému Filipovi“ a řekla: „Ten rozpustilý, zvídavý záblesk v očích byl na konci stejně jasný, jako když jsem ho poprvé spatřila“.
Navzdory pandemii se královna v květnu zúčastnila otevření parlamentu v roce 2021 a v červnu 47. summitu G7. Dne 5. července, v den 73. výročí založení britské Národní zdravotní služby, oznámila, že NHS bude vyznamenána Jiřího křížem, aby „ocenila všechny pracovníky NHS, minulé i současné, ve všech oborech a ve všech čtyřech zemích Spojeného království“. V říjnu 2021 začala poprvé od své operace v roce 2004 používat při veřejných vystoupeních hůlku. Dne 20. října 2021 po pobytu v nemocnici byly ze zdravotních důvodů zrušeny návštěvy Severního Irska, summitu COP26 v Glasgow a Národní vzpomínkové bohoslužby 2021.

### Platinové jubileum
Platinové jubileum, tedy 70 let od nástupu na trůn, oslavila královna Alžběta II. v roce 2022. Od roku 1809, kdy se slavilo zlaté jubileum krále Jiřího III., to byla 9. akce tohoto druhu v Británii. Platinové jubileum ale britská monarchie slavila poprvé.

Ve svém poselství ke dni přistoupení, královna uvedla, že doufá, že platinové jubileum svede dohromady rodiny a přátele, sousedy a komunity. Řekla, že u příležitosti jubilea má „čas zamyslet se nad dobrou vůlí, kterou mi v těchto letech projevili lidé všech národností, vyznání a věkových kategorií v této zemi a na celém světě“. Poděkovala všem za jejich podporu, věrnost a náklonnost a podepsala zprávu „Váš služebník“. O své sedmdesátileté vládě a budoucnosti řekla:
Když se dívám vpřed s pocitem naděje a optimismu na rok mého platinového jubilea, připomínám si, za kolik můžeme být vděční. V těchto posledních sedmi desetiletích došlo k mimořádnému sociálnímu, technologickému a kulturnímu pokroku, který přinesl užitek nám všem; a jsem přesvědčena, že budoucnost nabídne podobné příležitosti nám a zejména mladším generacím ve Spojeném království a v celém Commonwealthu.
Byly zveřejněny fotografie a záběry královny, jak v Sandringham House i v tomto věku pracuje s vládními dokumenty doručenými v tradičních červených krabicích. Princ z Walesu řekl, že královnina oddanost blahu všech jejích lidí vzbuzuje každým dalším rokem stále větší obdiv.
Pocty a poselství blahopřání přišly od vůdců z celého světa, včetně amerického prezidenta Joe Bidena, německého kancléře Olafa Scholze, švédského krále Karla XVI. Gustafa, norského krále Haralda V., thajského krále Vatčirálongkóna a izraelského prezidenta Herzoga.

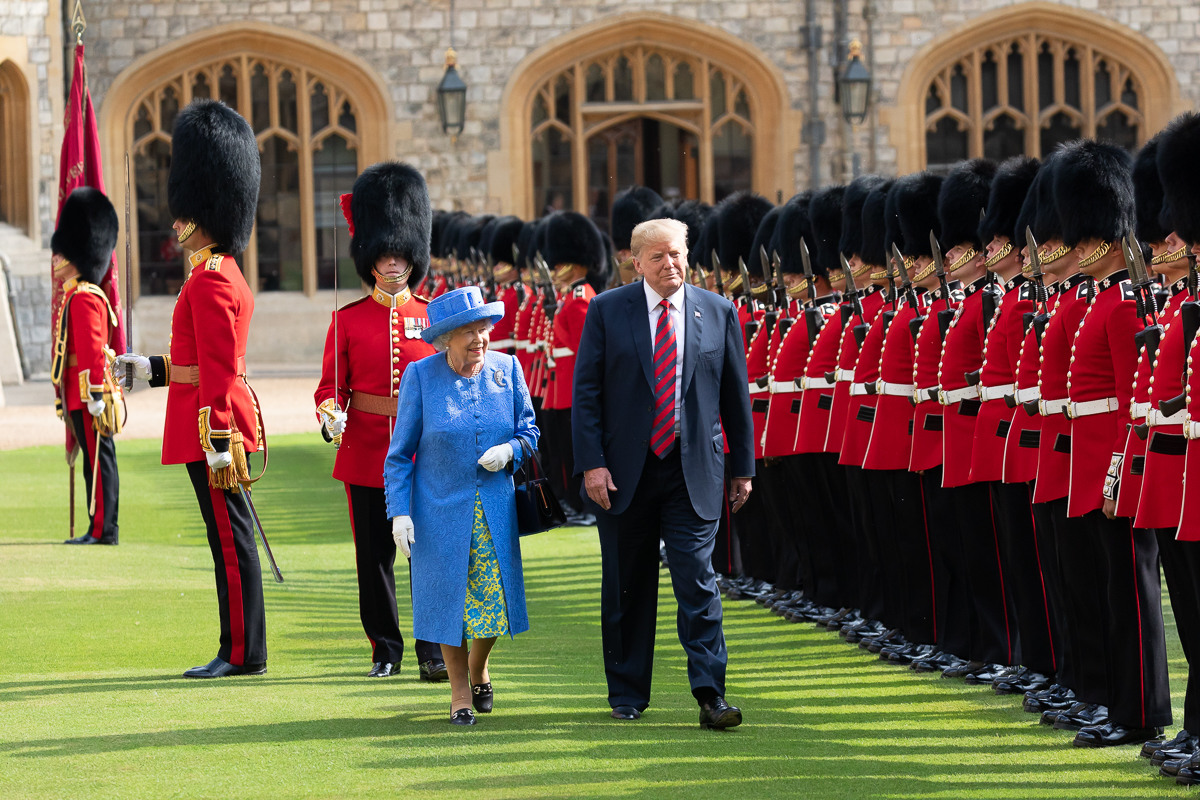
Alžběta a americký prezident Donald Trump na hradě Windsor, červenec 2018

V roce 2007 se stala nejstarším britským panovníkem na trůně a 9. září 2015 se stala nejdéle vládnoucím britským panovníkem, když v obou případech překonala svou praprababičku královnu Viktorii. Byla nejdéle vládnoucí ženou v zaznamenané historii. Od 13. října 2016 po smrti thajského krále Pchúmipchona Adunjadéta (Rámy IX.) byla nejdéle vládnoucím žijícím monarchou na světě. V průběhu roku 2022 překonala délkou vlády lichtenštejnského knížete Jana II. a Rámu IX. a její vláda se stala 2. nejdelší v zaznamenané historii, prvenství v délce vlády náleží od 18. století francouzskému králi Ludvíkovi XIV.
Za svou vládu zažila královna 15 premiérů a premiérek (poslední z nich, Liz Trussovou, jmenovala do funkce 6. září 2022, tedy jen dva dny před smrtí), navštívila 100 zemí světa, udělila „královský souhlas“ s asi 4 000 zákony a britským občanům poslala přes milion gratulací k dlouhověkosti nebo výročí svatby. Nemínila abdikovat, avšak od následníka trůnu prince Charlese se očekávalo, že od královny, která v roce 2022 oslavila 96. narozeniny, postupně přebere část jejích oficiálních povinností.

### Úmrtí
Na přelomu srpna a září 2022 začaly v médiích spekulace o špatném královnině zdraví. V září pobývala na svém sídle ve skotském Balmoralu, kde neobvykle jmenovala novou britskou premiérku Liz Trussovou. Dne 8. září 2022 Buckinghamský palác oznámil, že královna je pod lékařským dohledem na Balmoralu poté, co lékaři vyjádřili obavy. V prohlášení se uvádělo: „Po dalším vyhodnocení dnes ráno se lékaři královny obávají o zdraví Jejího Veličenstva a doporučili jí, aby zůstala pod lékařským dohledem. Královna se cítí dobře a zůstává na Balmoralu.“ Královniny čtyři děti spolu s princem Williamem, princem Harrym a Camillou, vévodkyní z Cornwallu, odcestovaly za ní. V 18:30 BST (19:30 SELČ) tentýž den Buckinghamský palác oznámil, že královna zemřela. Podle úmrtního listu, který zveřejnil Skotský národní archiv 29. září, královna zemřela v 15:10 BST (16:10 SELČ) a jako příčina smrti byl uveden vysoký věk.
Státní smutek byl vyhlášen na 11 dní, desátý den (19. září) se uskutečnil královnin pohřeb. Sled událostí, které se udály během tohoto období, se nazývá operace Londýnský most.

## Kritika a kontroverze

### Lidská práva

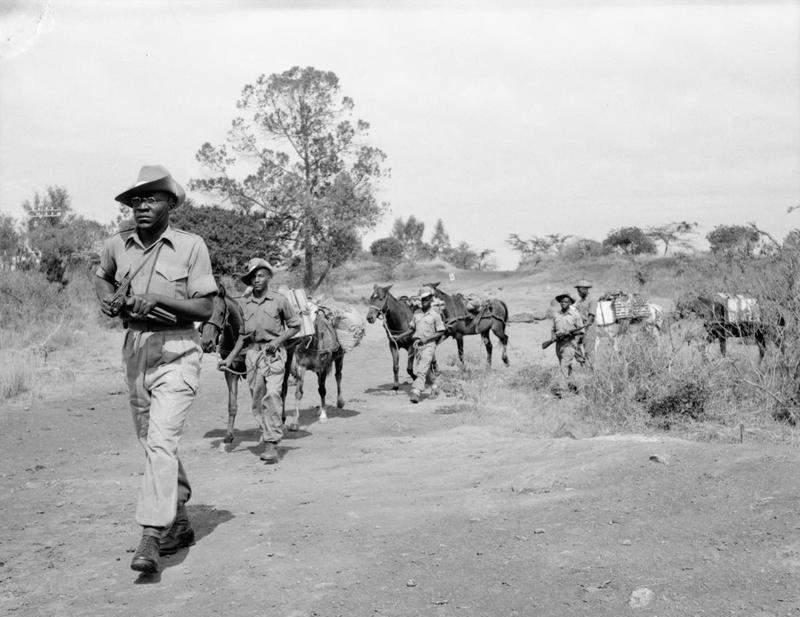
Během povstání Mau Mau v Keni v letech 1952–1960 bylo údajně 90 tisíc Keňanů popraveno, mučeno nebo zraněno britskými vojáky.

Během vlády Alžběty II. proběhlo povstání Mau Mau v tehdy britské Keni. Britské úřady nepokoje brutálně potlačily. Podle keňské komise na ochranu lidských práv při ní bylo 90 tisíc Keňanů popraveno, mučeno nebo zraněno. Podobně bylo potlačeny i nepokoje v Adenském protektorátu v letech 1963 až 1967.
Diamantové jubileum královny v roce 2012 vyvolalo kontroverzi poté, co aktivista Peter Tatchell kritizoval královnu za pozvání „královských tyranů“ Hamada bin Ísá Ál Chalífy (král Bahrajnu) a Mswatiho III. (král Svazijska). Amnesty International a Human Rights Watch tehdy obvinily krále Bahrajnu a Svazijska i některé členy saúdskoarabské a kuvajtské královské rodiny z různých případů porušování lidských práv.

### Ovlivňování politiky
Vyšetřování deníku The Guardian v únoru 2021 odhalilo, že Alžběta II. využívala pravomoc královnina souhlasu k tajnému ovlivňování obsahu parlamentních návrhů zákonů, které mohly mít vliv na finanční zájmy koruny, zejména zákonů týkajících se majetku a daní. Zpráva například tvrdí, že královna využila tento postup k žádosti o výjimku pro své soukromé nemovitosti z návrhu zákona o bezpečnosti silničního provozu z roku 1968 a k žádosti o změny v návrhu zákona z roku 1975, který upravoval pronájem soukromých pozemků. Deník The Guardian rovněž uvedl, že královnina královská domácnost zakázala „barevným přistěhovalcům a cizincům“ pracovat na úřednických pozicích a že domácnost využila mechanismus souhlasu k lobbování v parlamentu za výjimku ze zákona ze 60. let 20. století zakazujícího diskriminaci v zaměstnání. Tato výjimka bránila ženám a minoritám, kteří pracovali pro královskou domácnost, v podání žaloby za diskriminaci. Buckinghamský palác však deníku The Guardian odpověděl, že souhlas byl vždy udělen, když o něj bylo požádáno, a že legislativa nebyla nikdy zablokována.

### Financování
Alžběta II. byla často kritizována z republikánských kruhů kvůli drahému životnímu stylu. Podle hnutí Republic byly výdaje královské rodiny za rok 2021 odhadovány na 345 milionů liber. Majetek královny byl odhadován na 450 milionů liber.
Dokumenty Paradise Papers odhalily, že miliony liber ze soukromého majetku královny byly investovány do fondu na Kajmanských ostrovech jako součást offshorového portfolia, které dosud nebylo nikdy zveřejněno. Ze spisů, které unikly na veřejnost, poprvé vyplývá, že královna prostřednictvím Lancasterského vévodství investovala a stále investuje prostřednictvím fondů, které vložily peníze do řady podniků, včetně sítě prodejen Threshers a maloobchodního řetězce BrightHouse, který byl kritizován za vykořisťování tisíců chudých rodin a zranitelných osob. Vévodství, z něhož Alžběta II. čerpá své příjmy, v reakci na odhalení uvedlo, že o 12 let trvající investici až do zveřejnění Paradise Papers nevědělo.

## Královna Alžběta II. v umění
V letech 2016–2018 byl natočen koprodukční britsko-americký historický televizní seriál Koruna (The Crown). Dramatický děj, jehož autorem je Peter Morgan, strhujícím způsobem zachycuje život královny Alžběty od jejích dětských let. Roli mladé královny ztvárnila herečka Claire Foyová (1. a 2. řada) a královnu v pozdějším věku herečka Olivia Colmanová (3. a 4. řada). V 5. a 6. řadě ztvární Alžbětu II. herečka Imelda Staunton.
Rowan Atkinson se setkává s „královnou“ v epizodě Mr. Bean Meets the Queen. Postava královny vystupuje rovněž v Mr. Bean: The Animated Series.

## Tituly a vyznamenání
- 21. dubna 1926 – 11. prosince 1936: Její královská Výsost princezna Alžběta z Yorku (Her Royal Highness Princess Elizabeth of York)
- 11. prosince 1936 – 20. listopadu 1947: Její královská Výsost princezna Alžběta (Her Royal Highness The Princess Elizabeth)
- 20. listopadu 1947 – 6. února 1952: Její královská Výsost princezna Alžběta, vévodkyně z Edinburghu (Her Royal Highness The Princess Elizabeth, Duchess of Edinburgh)
- 6. února 1952 – 8. září 2022: Její Veličenstvo královna (Her Majesty The Queen)

### Příjmení
Jako královna Alžběta nepoužívala příjmení, protože panovník nemusí mít osobní doklady. Příjmení taktéž nebylo použito v jejím rodném listě, kde bylo uvedeno pouze „Elizabeth Alexandra Mary“; ani v rodném listu jejího syna Charlese, kde byla uvedena jako „Její královská výsost princezna Elizabeth Alexandra Mary, vévodkyně z Edinburghu“ (anglicky Her Royal Highness Princess Elizabeth Alexandra Mary, The Duchess of Edinburgh). Nicméně než se stala královnou, používala v některých případech příjmení Windsor, které bylo od roku 1917 oficiálním příjmením královské rodiny. Například v době její služby v ozbrojených silách v roce 1945 byla označována jako „nižší velitelka Elizabeth Windsorová“ (anglicky Junior Commander Elizabeth Winsor). Obdobně při uzavření jejího sňatku s vévodou Philipem v roce 1947 byla v oddacím listu uvedená jako „Elizabeth Alexandra Mary Windsor“.

## Vývod z předků
|             |                                                        |  |                                |                                 |  |  |  |  |  |  |  | Albert Sasko-Kobursko-Gothajský |
|             |                                                        |  |                                |                                 |  |  |  |  |  |  |  |                                 |
|             | Eduard VII.                                            |  |                                |                                 |  |  |  |  |  |  |  |                                 |
|             |                                                        |  |                                |                                 |  |  |  |  |  |  |  |                                 |
|             |                                                        |  |                                | královna Viktorie               |  |  |  |  |  |  |  |                                 |
|             |                                                        |  |                                |                                 |  |  |  |  |  |  |  |                                 |
|             | Jiří V.                                                |  |                                |                                 |  |  |  |  |  |  |  |                                 |
|             |                                                        |  |                                |                                 |  |  |  |  |  |  |  |                                 |
|             |                                                        |  |                                | Kristián IX.                    |  |  |  |  |  |  |  |                                 |
|             |                                                        |  |                                |                                 |  |  |  |  |  |  |  |                                 |
|             | Alexandra Dánská                                       |  |                                |                                 |  |  |  |  |  |  |  |                                 |
|             |                                                        |  |                                |                                 |  |  |  |  |  |  |  |                                 |
|             |                                                        |  |                                | Luisa Hesensko-Kasselská        |  |  |  |  |  |  |  |                                 |
|             |                                                        |  |                                |                                 |  |  |  |  |  |  |  |                                 |
|             | Jiří VI.                                               |  |                                |                                 |  |  |  |  |  |  |  |                                 |
|             |                                                        |  |                                |                                 |  |  |  |  |  |  |  |                                 |
|             |                                                        |  |                                | Alexandr Württemberský          |  |  |  |  |  |  |  |                                 |
|             |                                                        |  |                                |                                 |  |  |  |  |  |  |  |                                 |
|             | František z Tecku                                      |  |                                |                                 |  |  |  |  |  |  |  |                                 |
|             |                                                        |  |                                |                                 |  |  |  |  |  |  |  |                                 |
|             |                                                        |  |                                | Claudine Rhédey von Kis-Rhéde   |  |  |  |  |  |  |  |                                 |
|             |                                                        |  |                                |                                 |  |  |  |  |  |  |  |                                 |
|             | Marie z Tecku                                          |  |                                |                                 |  |  |  |  |  |  |  |                                 |
|             |                                                        |  |                                |                                 |  |  |  |  |  |  |  |                                 |
|             |                                                        |  |                                | Adolf z Cambridge               |  |  |  |  |  |  |  |                                 |
|             |                                                        |  |                                |                                 |  |  |  |  |  |  |  |                                 |
|             | Marie Adelaida z Cambridge                             |  |                                |                                 |  |  |  |  |  |  |  |                                 |
|             |                                                        |  |                                |                                 |  |  |  |  |  |  |  |                                 |
|             |                                                        |  |                                | Augusta Hesensko-Kaselská       |  |  |  |  |  |  |  |                                 |
|             |                                                        |  |                                |                                 |  |  |  |  |  |  |  |                                 |
| Alžběta II. |                                                        |  |                                |                                 |  |  |  |  |  |  |  |                                 |
|             |                                                        |  |                                |                                 |  |  |  |  |  |  |  |                                 |
|             |                                                        |  | Thomas Lyon-Bowes, Lord Glamis |                                 |  |  |  |  |  |  |  |                                 |
|             |                                                        |  |                                |                                 |  |  |  |  |  |  |  |                                 |
|             | Claude Bowes-Lyon, 13. hrabě ze Strathmore a Kinghorne |  |                                |                                 |  |  |  |  |  |  |  |                                 |
|             |                                                        |  |                                |                                 |  |  |  |  |  |  |  |                                 |
|             |                                                        |  |                                | Charlotte Grimstead             |  |  |  |  |  |  |  |                                 |
|             |                                                        |  |                                |                                 |  |  |  |  |  |  |  |                                 |
|             | Claude Bowes-Lyon, 14. hrabě ze Strathmore a Kinghorne |  |                                |                                 |  |  |  |  |  |  |  |                                 |
|             |                                                        |  |                                |                                 |  |  |  |  |  |  |  |                                 |
|             |                                                        |  |                                | Oswald Smith                    |  |  |  |  |  |  |  |                                 |
|             |                                                        |  |                                |                                 |  |  |  |  |  |  |  |                                 |
|             | Frances Bowes-Lyonová                                  |  |                                |                                 |  |  |  |  |  |  |  |                                 |
|             |                                                        |  |                                |                                 |  |  |  |  |  |  |  |                                 |
|             |                                                        |  |                                | Henrietta Mildred Hodgson       |  |  |  |  |  |  |  |                                 |
|             |                                                        |  |                                |                                 |  |  |  |  |  |  |  |                                 |
|             | Elizabeth Bowes-Lyon                                   |  |                                |                                 |  |  |  |  |  |  |  |                                 |
|             |                                                        |  |                                |                                 |  |  |  |  |  |  |  |                                 |
|             |                                                        |  |                                | Lord Charles Cavendish-Bentinck |  |  |  |  |  |  |  |                                 |
|             |                                                        |  |                                |                                 |  |  |  |  |  |  |  |                                 |
|             | Charles Cavendish-Bentinck                             |  |                                |                                 |  |  |  |  |  |  |  |                                 |
|             |                                                        |  |                                |                                 |  |  |  |  |  |  |  |                                 |
|             |                                                        |  |                                | Lady Anne Wellesley             |  |  |  |  |  |  |  |                                 |
|             |                                                        |  |                                |                                 |  |  |  |  |  |  |  |                                 |
|             | Cecílie Cavendish-Bentincková                          |  |                                |                                 |  |  |  |  |  |  |  |                                 |
|             |                                                        |  |                                |                                 |  |  |  |  |  |  |  |                                 |
|             |                                                        |  |                                | Edwyn Burnaby                   |  |  |  |  |  |  |  |                                 |
|             |                                                        |  |                                |                                 |  |  |  |  |  |  |  |                                 |
|             | Louisa Cavendish-Bentincková                           |  |                                |                                 |  |  |  |  |  |  |  |                                 |
|             |                                                        |  |                                |                                 |  |  |  |  |  |  |  |                                 |
|             |                                                        |  |                                | Anne Caroline Salisbury         |  |  |  |  |  |  |  |                                 |
|             |                                                        |  |                                |                                 |  |  |  |  |  |  |  |                                 |